# Judith Chapman
Judith Chapman (* 15. November 1951 in Greenville, South Carolina), manchmal auch Judith Shepard, ist eine US-amerikanische Schauspielerin.

## Leben und Wirken
Judith Chapman wurde als Tochter des pensionierten Brigadegenerals der United States Air Force, Leland G. Shepard Jr., geboren. Ihre Schwester Patty Shepard war ebenfalls Schauspielerin.
Im Alter von 16 Jahren debütierte Chapman in dem Italowestern Eine Kugel für Mac Gregor (1967). Nach ihrem Abschluss als Schauspielerin am Stephens College ging sie nach New York, wo sie The Actors Studio beitrat und im Bereich Werbung und Theater arbeitete. In False Face (1977), einem psychologischen Horrorfilm, gab sie ihr US-Kinodebüt. 
Ab Mitte der 1970er Jahre trat sie in einigen Seifenopern auf, zum Beispiel zwischen 1975 und 1978 in der CBS-Soap Jung und Leidenschaftlich – Wie das Leben so spielt. Sie hatte Gastrollen in Serien wie Fantasy Island, Kojak – Einsatz in Manhattan, Love Boat, Flamingo Road, Magnum, Mord ist ihr Hobby und Ein Colt für alle Fälle. Ein viermonatiger Auftritt als mysteriöse Charlotte Greer in Ryan’s Hope brachte ihr 1983 Beifall der Kritik ein. Für ihre Leistung in General Hospital wurde sie 1986 für einen Soap Opera Digest Award als herausragende Hauptdarstellerin in einem Daytime-Drama nominiert.
Chapman hatte Nebenrollen in Filmen wie Dead Space (1991), Adams kesse Rippe (1988), Fire on the Amazon (1993) und 28 Tage (2000). Im Jahr 2021 spielte sie Nancy Reagan in dem biografischen Drama King Richard.

## Filmografie (Auswahl)
- 1967: Eine Kugel für Mac Gregor (7 donne per i Mac Gregor)
- 1975–1978: Jung und Leidenschaftlich (As the World Turns, Fernsehserie, ? Folgen)
- 1977: Skalpell (False Face)
- 1981–1983: Ein Colt für alle Fälle (The Fall Guy, Fernsehserie, 4 Folgen)
- 1982: Desire
- 1983: Ryan’s Hope (Fernsehserie, 37 Folgen)
- 1984–1986: General Hospital (Fernsehserie, 96 Folgen)
- 1987: Stingray (Fernsehserie, 1 Folge)
- 1987–1992: Mord ist ihr Hobby (Fernsehserie, 3 Folgen)
- 1988: Adams kesse Rippe (And God Created Woman)
- 1989: Verschwörung in L.A. (Chameleons)
- 1989–1990, 2019: Zeit der Sehnsucht (Days of our Lives, Fernsehserie, 107 Folgen)
- 1991: Dead Space – Galaxis des Grauens (Dead Space)
- 1993: Mord in der grünen Hölle (Fire on the Amazon)
- 1994: Night of the Running Man
- 1994: Scorpio One – Jenseits der Zukunft (Scorpio One)
- 1994: Die Ärztin und der Mörder (Mortal Fear)
- 2000: 28 Tage (28 Days)
- 2002: Super süß und super sexy (The Sweetest Thing)
- 2005–2021: Schatten der Leidenschaft (The Young and the Restless, Fernsehserie, 850 Folgen)
- 2012: Liz & Dick
- 2014: Saugatuck Cures
- 2021: King Richard